# Llista de Creus de Sant Jordi/2001

#### Persones
Informació actualitzada per un bot. Els canvis manuals es perdran quan s'actualitzi!
| Persona                     | Wikidata  | Descripció                                              | Ocupació                                                                                              | Imatge |
| --------------------------- | --------- | ------------------------------------------------------- | --- | ------ |
| Manuel Cusachs i Xivillé    | Q12759    | escultor mataroní                                       | escultor                                                                                              |        |
| Géza Alföldy                | Q80258    |                                                         | historiador de l'antiguitat clàssica epigrafista professor d'universitat                              |        |
| Maria Barbal i Farré        | Q431213   | escriptora catalana                                     | novel·lista escriptor escriptor de literatura infantil professor de català                            |        |
| Valentí Miserachs Grau      | Q521464   | prevere, organista, director de cor i compositor català | director de cor compositor prevere                                                                    |        |
| Manuel de Seabra            | Q926650   | escriptor portuguès                                     | esperantista traductor escriptor periodista                                                           |        |
| Valentí Fuster Carulla      | Q977751   | metge català                                            | metge cardiòleg escriptor                                                                             |        |
| Jesús Moncada i Estruga     | Q1613179  | escriptor aragonès en llengua catalana                  | escriptor traductor pintor                                                                            |        |
| Josep Maria Forn i Costa    | Q1847141  | cineasta català                                         | director de cinema actor productor de cinema guionista                                                |        |
| Eulàlia Vintró Castells     | Q5476059  | política i filòloga catalana                            | polític filòleg professor d'universitat                                                               |        |
| Antoni Pérez i Simó         | Q5683384  |                                                         | mestre de capella empresari compositor director d'orquestra director de cor organista pedagog musical |        |
| José de Udaeta              | Q6294325  | ballarí i coreògraf català                              | coreògraf ballarí                                                                                     |        |
| Marta Casals Istomin        | Q6774099  | música porto-riquenya                                   | pedagog musical violoncel·lista                                                                       |        |
| Joan Rodés Teixidor         | Q9012051  | metge català                                            | metge hepatòleg                                                                                       |        |
| Manuel Ribas i Piera        | Q9028087  | arquitecte català                                       | arquitecte urbanista                                                                                  |        |
| Joan Borràs i Basora        | Q11684873 | actor de teatre, de cinema i de doblatge català         | actor                                                                                                 |        |
| Francesc Gurri Serra        | Q11922765 |                                                         | traductor geògraf                                                                                     |        |
| Frederic-Pau Verrié i Faget | Q11923040 | historiador de l'art espanyol                           | historiadora de l'art empresari historiador arxiver arqueòleg editor                                  |        |
| Jaume Arnella i París       | Q11927225 | músic català                                            | cantant etnòleg                                                                                       |        |
| Joan Bellmunt i Figueras    | Q11927630 | etnògraf català                                         | etnògraf                                                                                              |        |
| Lluís Marsà i Abad          | Q11933639 |                                                         | empresari                                                                                             |        |
| Mirna Lacambra Domènech     | Q11937030 | soprano i promotora musical catalana                    | activista cultural cantant                                                                            |        |
| Pere Ros i Salart           | Q11941049 | empresari espanyol                                      | empresari                                                                                             |        |
| Ramon Bagó i Agulló         | Q11944559 | empresari i polític català                              | empresari polític jugador de bàsquet                                                                  |        |
| Thomas N. Bisson            | Q11951779 | historiador estatunidenc                                | historiador medievalista professor d'universitat                                                      |        |
| Tomàs Mallol i Deulofeu     | Q11952087 |                                                         | director de cinema                                                                                    |        |
| Artur Blasco i Giné         | Q16178205 | músic català                                            | músic                                                                                                 |        |
| Carles Cavallé Pinós        | Q16187494 | empresari català                                        | empresari professor d'universitat escriptor enginyer                                                  |        |
| Francesc Todó i Garcia      | Q17037033 | pintor català                                           | pintor                                                                                                |        |
| Joaquim Ramis i Coris       | Q19300135 | pediatra català                                         | metge pediatre                                                                                        |        |

#### Entitats
Informació actualitzada per un bot. Els canvis manuals es perdran quan s'actualitzi!
| Entitat                                                            | Wikidata  | Descripció                                                                       | Imatge |
| ------------------------------------------------------------------ | --------- | -------------------------------------------------------------------------------- | ------ |
| Serra d'Or                                                         | Q1628196  | revista mensual                                                                  |        |
| ONCE                                                               | Q1750397  |                                                                                  |        |
| Nens del Vendrell                                                  | Q3338053  | Colla castellera                                                                 |        |
| Junta Constructora del Temple Expiatori de la Sagrada Família      | Q9016700  |                                                                                  |        |
| Associació de Components del Regiment Pirinenc núm. 1 de Catalunya | Q11907014 | entitat de memòria històrica                                                     |        |
| Col·legi Oficial de Veterinaris de Barcelona                       | Q11914772 |                                                                                  |        |
| Col·legi de Censors Jurats de Comptes de Catalunya                 | Q11914779 | Corporació de professionals amb el títol de censor jurat de comptes de Catalunya |        |
| Escola Tècnica Professional del Clot                               | Q11919766 |                                                                                  |        |
| Federació Catalana de Basquetbol                                   | Q11921652 | federació esportiva catalana                                                     |        |
| La Roda d'Espectacles Infantils i Juvenils als Barris              | Q11930750 |                                                                                  |        |
| Orfeó Manresà                                                      | Q11939484 |                                                                                  |        |
| Societat Catalana de Pediatria                                     | Q11950005 |                                                                                  |        |
| Xiquets de Tarragona                                               | Q11955410 | colla castellera actual amb camisa ratllada                                      |        |